# Långa tjärnarna
Långa tjärnarna este o arie protejată (sit de importanță comunitară — SCI) din Suedia întinsă pe o suprafață de 342,34 ha, integral pe uscat.

## Localizare
Centrul sitului Långa tjärnarna este situat la coordonatele 59°50′52″N 15°15′43″E / 59.847885°N 15.261811°E.

## Înființare
Situl Långa tjärnarna a fost declarat sit de importanță comunitară în septembrie 2021 pentru a proteja un număr necunoscut de specii din flora spontană și fauna sălbatică aflate în arealul zonei.

## Biodiversitate
Situată în ecoregiunea boreală, aria protejată conține 6 habitate naturale: Lacuri și iazuri distrofice naturale, Ape stătătoare oligotrofe până la mezotrofe, cu vegetație de Littorelletea uniflorae și/sau de Isoëto-Nanojuncetea, Taiga vestică, Mlaștini turboase de tranziție și turbării mișcătoare, Mlaștini împădurite, Păduri de conifere pe eskere fluvioglaciare sau legate la acestea.
La baza desemnării sitului se află un număr nedeclarat de specii protejate.